# Gerhard Geise
Gerhard Paul Geise (* 2. Januar 1930 in Stendal; † 11. April 2010 in Dresden) war ein deutscher Mathematiker.

## Leben
Geise ging von 1946 bis 1949 in Aschersleben als Kraftfahrzeugschlosser in die Lehre und legte 1951 an der dortigen Thomas-Müntzer-Oberschule sein Abitur ab. Anschließend studierte er an der Universität Halle-Wittenberg Mathematik. Im Jahr 1956 wurde er Assistent und später Oberassistent am Institut für Geometrie der TH Dresden. Er legte 1961 seine Promotion zum Thema Zur Verwendung gewöhnlicher komplexer Zahlen in der reellen Geometrie ab und habilitierte sich 1967 mit seinem Beitrag zur projektiven Matrizengeometrie an der Universität Rostock, wo er bereits in den frühen 1960er-Jahren als wissenschaftlicher Mitarbeiter tätig gewesen war.
Im Jahr 1972 folgte er einem Ruf als ordentlicher Professor für Reine Mathematik an die Sektion Mathematik der TU Dresden. Im Jahr 1990 wurde er Direktor der Sektion Mathematik und von 1991 bis 1992 Dekan der Fakultät Naturwissenschaften und Mathematik. Von 1992 bis zu seiner Emeritierung 1995 war er als Professor für Mathematik an der TU Dresden tätig. Geise verstarb 2010 nach schwerer Krankheit in Dresden und wurde auf dem Alten Annenfriedhof beigesetzt.

## Werke (Auswahl)
- 1961: Über ähnlich-veränderliche ebene Systeme
- 1976: Senkrechte Projektion
- 1977: Kegelschnitte, Kugel und Kartenentwürfe
- 1979: Grundkurs lineare Algebra
- 1980: Analytische Geometrie für Kristallgitter
- 1991: Berührungskegelschnitte in Bézierdarstellung
- 1994: Darstellende Geometrie
- 1995: Analytische Geometrie